# María del Carmen Sillato
María del Carmen Sillato (Rosario), es una investigadora y escritora argentina radicada en Canadá. 
Se desempeña como jefa de Estudios Latinoamericanos de la Universidad de Waterloo. Se trasladó a Canadá en 1983 después de haber sido encarcelada y torturada en su país natal por la dictadura que gobernó entre 1976-1983.

## Biografía

### Secuestro y encarcelamiento durante la dictadura
En enero de 1977 fue secuestrada junto a su compañero Alberto Gómez en una pensión donde vivían, por esa fecha se encontraba embarazada. Fueron trasladados al Servicio de Inteligencia durante 14 días. En el operativo de detención participó el entonces jefe policial Agustín Feced. Durante su permanencia en el centro de detención fue sometida a tortura con el uso de picana eléctrica por el represor José Rubén Lofiego a quién pudo identificar cuando se le cayó la venda que tenía colocada en su cara. También participaron de las sesiones de tortura Nilda Folch y Cady Chomicki. Durante el procedimiento de tortura ella pidió por la vida de su hijo a lo que recibió como respuesta: «Ustedes tienen animales»".
El 11 de julio de ese mismo año y estando detenida nació su hijo Gabriel en la Asistencia Pública del centro de detención.

### Trayectoria académica
Cuando recuperó la libertad, el 24 de febrero de 1981, junto a su pareja emigraron a Canadá por no estar las condiciones políticas en Argentina adecuadas para criar a sus hijos.
Ya había estudiado, previo a su detención, Letras en la Universidad de Rosario obteniendo una licenciatura en esa especialidad y una vez establecida en Canadá intensificó sus estudios realizando maestría y doctorado en la Universidad de Toronto.
En 1992 comenzó en esa misma institución canadiense su carrera docente en el Departamento de Español y Estudios Latinoamericanos llegando a ser directora del mismo.

### Obras
Entre sus numerosas publicaciones se destacan Juan Gelman: Las estrategias de la otredad que el escritor Francisco Antolino lo tradujo al francés. Esta obra fue reconocida con el primer premio de la Asociación Canadiense de Hispanistas. Además es autora de Diálogos de amor contra el silencio y Huellas. Memorias de resistencia (Argentina 1974-1983).
Además ha publicado en revistas especializadas investigaciones sobre la poesía de Juan Gelman y otros sobre la inclusión de Eva Perón en la literatura.